# パブリック・エネミーズ
『パブリック・エネミーズ』（原題: Public Enemies）は、2009年の犯罪映画。監督はマイケル・マン、出演はジョニー・デップとクリスチャン・ベールなど。原作はブライアン・バーロウによる、実在の犯罪者ジョン・デリンジャーを主人公としたノンフィクション本である。

## ストーリー
1933年9月、ギャングのジョン・デリンジャーとレッド・ハミルトンはインディアナ州刑務所を襲って仲間を解放した。銀行強盗で得た金で
州を跨いで暴れまわるギャングに手を焼く捜査局のＪ・エドガー・フーヴァーは、捜査能力を強化した連邦捜査局の開設を求めるが却下された。そこで大衆の支持を得ようとデリンジャーを「パブリックエネミー(公共の敵)No,1」と命名し、メルヴィン・パーヴィス捜査官をデリンジャー特捜班を指揮官に任命した。パーヴィスはテキサス支局のベテラン捜査官のチャールズ・ウィンステッドに応援を要請した。
銀行強盗を繰り返すデリンジャーは仲間とアリゾナ州ツーソンのホテルに身を隠したが、ホテル火災で正体がばれ、デリンジャーをはじめハリー・ピアポントやチャールズ・マクレイらが逮捕された。
デリンジャーは収容先のインディアナ州のレイク郡拘置所を脱走しシカゴに舞い戻った。次にサウスダコタ州スーフォールズの銀行を襲うが、仲間のトミー・キャロルが撃たれた。デリンジャーはウィスコンシン州に逃亡した。
パーヴィスは重傷のキャロルを拷問し、潜伏先のリトルボヘミアロッジを聞き出すと直ちに奇襲をかけた。激しい銃撃戦になり、ベビーフェイス・ネルソン、ホーマー・ヴァン・メーターをカーチェイスの末に射殺した。一方、デリンジャーとレッド・ハミルトンは森の中を走って逃げるが、レッドが背中を撃たれ間もなく息絶えた。
仲間を失い窮地に追い込まれたデリンジャーは、フレシェットに南米へ逃げようと話す。だが捜査局はフレシェットの電話を盗聴し拘束した。さらにマフィアのフランク・ニッティはデリンジャーを厄介者扱いし、売春宿を経営するアンナ・セージの家に隠れていると密告した。パーヴィスはセージに会いデリンジャーの情報を流すよう強要した。
1934年7月22日、デリンジャーはシカゴの映画館、バイオグラフシアターに現れた。劇場から出てきたデリンジャーは捜査官に囲まれ背後から撃たれた。歩道に倒れたデリンジャーが呟く最後の言葉をウィンステッド捜査官が聞いた。数日後、収監中のビリー・フレシェットと面会したウィンステッドは、デリンジャーの最後の言葉を伝えた。「ビリーに伝えてくれ、バイバイ、ブラックバード･･･」

## 史実との相違
- インディアナ州刑務所の脱獄の日は雨が降っていた。[3]
- また、脱獄事件の日はデリンジャーはオハイオ州で逮捕拘留されていた。レッド・ハミルトンは脱走する側の囚人だった。
- ウィルター・ディートリッヒは射殺されず脱獄に成功し、4ヶ月後に逮捕された。
- プリティボーイ・フロイドが射殺されたのはデリンジャーが殺された4ヶ月後である。
- アリゾナ州ツーソンの拘置所でデリンジャーとメルヴィン・パーヴィス捜査官が面会するシーンがあるが、捜査局がデリンジャーを追うのはこの3ヶ月後である。
- スーフォールズの銀行強盗でデリンジャーとトミー・キャロルは撃たれていない。キャロルはアイオワ州で射殺された。
- リトルボヘミアロッジを密告したのはロッジのオーナーだった。
- チャールズ・ウィンステッド捜査官がシカゴに呼ばれたのはリトルボヘミアロッジの事件の後である。
- レッド・ハミルトンを撃ったのはウィンステッド捜査官ではなくミネソタ州警察だった。
- リトルボヘミアの近くでホーマー・ヴァン・メーターとベビーフェイス・ネルソンが射殺されるシーンがあるが、実際は2人とも逃げ延びており、メーターはデリンジャーの1ヶ月後、ネルソンは2ヶ月後に殺された。
- リトルボヘミアから逃げたデリンジャーがビリー・フレシェットと再会するが、フレシェットが拘束されたのはリトルボヘミア事件の2週間前である。
- アンナ・セージと取引をしたのはパーヴィスではなく、サミュエル・カウリー捜査官だった。
- パーヴィス捜査官は身長163センチ。ウィンステッドは170センチで捜査官の中では小柄なほうだった。

## キャスト
| 役名                       | 配役                                     | 俳優                         | 吹替       |
| -------------------------- | ---------------------------------------- | ---------------------------- | ---------- |
| ジョン・デリンジャー       | ギャング                                 | ジョニー・デップ             | 平田広明   |
| ビリー・フレシェット       | デリンジャーの恋人                       | マリオン・コティヤール       | 石津彩     |
| ジョン”レッド”・ハミルトン | デリンジャーギャングのメンバー           | ジェイソン・クラーク         | 石住昭彦   |
| ベビーフェイス・ネルソン   | デリンジャーギャングのメンバー           | スティーヴン・グレアム       |            |
| ハリー・ピアポント         | デリンジャーギャングのメンバー           | デビッド・ウェナム           | 天田益男   |
| ホーマー・ヴァン・メーター | デリンジャーギャングのメンバー           | スティーヴン・ドーフ         | 田坂浩樹   |
| チャールズ・マクレイ       | デリンジャーギャングのメンバー           | クリスチャン・シュトルテ     |            |
| トミー・キャロル           | デリンジャーギャングのメンバー           | スペンサー・ギャレット       |            |
| エドワード・シャウス       | デリンジャーギャングのメンバー           | マイケル・ヴィア             |            |
| ウォルター・ディートリッヒ | デリンジャーの刑務所仲間                 | ジェームズ・ルッソ           |            |
| プリティボーイ・フロイド   | ギャング                                 | チャニング・テイタム         |            |
| アルヴィン・カーピス       | バーカー・カーピスギャングのリーダー     | ジョヴァンニ・リビシ         |            |
| フランク・ニッティ         | アル・カポネの部下、シカゴマフィアの幹部 | ビル・キャンプ               |            |
| フィル・ダンドレア         | アル・カポネの部下                       | ジョン・オーティス           |            |
| ギルバート・カテナ         | ダンドレアの手下                         | ドメニク・ランバルドッツィ   |            |
| ハーバート・ヤングブラッド | デリンジャーと脱走する黒人               | マイケル・ベント             |            |
| メルヴィン・パーヴィス     | 特別捜査官                               | クリスチャン・ベール         | 東地宏樹   |
| カーター・バウム           | 特別捜査官                               | ロリー・コクレーン           |            |
| サミュエル・カウリー       | 特別捜査官                               | リチャード・ショート         |            |
| ハリー・バーマン           | 特別捜査官                               | ケイシー・シーマツコ         |            |
| ハロルド・ライネッケ       | 特別捜査官                               | アダム・ムッチ               |            |
| ジョン・マダラ             | 特別捜査官                               | ショーン・ハトシー           |            |
| ゲイリー・キャンベル       | 特別捜査官                               | マット・クレイヴン           |            |
| チャールズ・ウィンステッド | ダラス支局の特別捜査官                   | スティーヴン・ラング         | 有本欽隆   |
| クラレンス・ハート         | ダラス支局の特別捜査官                   | ドン・フライ                 |            |
| J・エドガー・フーヴァー    | 捜査局 長官                              | ビリー・クラダップ           | 森川智之   |
| マーティ・ザーコビッチ     | イーストシカゴ警察の汚職刑事             | ジョン・マイケル・ボルジャー |            |
| アンナ・セージ             | 売春宿の経営者、ザーコビッチの愛人       | ブランカ・カティク           | 林りんこ   |
| ポリー・ハミルトン         | セージの使用人                           | リーリー・ソビエスキー       | タルタエリ |
| キャロル・スレイマン       | デリンジャーの愛人                       | キャリー・マリガン           |            |
| ルイス・ピケット           | デリンジャーの顧問弁護士                 | ピーター・ゲレッティ         |            |
| リリアン・ホリー           | レイク郡拘置所の所長                     | リリ・テイラー               |            |
| ロバート・エスティル       | インディアナ州検事                       | アラン・ワイルダー           |            |
| バーバラ・パツク           | 人質となる銀行の出納係                   | エミリー・デ・レイヴィン     |            |
| クラブの客                 |                                          | ドン・ハーヴェイ             |            |
| クラブのシンガー           | Bye Bye Blackbird を歌う                 | ダイアナ・クラール           |            |
| ケネス・D・マッケラー      | 上院議員                                 | エド・ブルース               | 小島敏彦   |

## スタッフ
- 監督：マイケル・マン
- 製作：マイケル・マン、ケヴィン・ミッシャー
- 製作総指揮：G・マック・ブラウン、ロバート・デ・ニーロ、ジェーン・ローゼンタール
- 原作：ブライアン・バーロウ
- 脚本：ロナン・ベネット、アン・ビダーマン、マイケル・マン
- 撮影：ダンテ・スピノッティ
- プロダクションデザイン：ネイサン・クロウリー
- 衣装デザイン：コリーン・アトウッド
- 編集：ポール・ルベル、ジェフリー・フォード
- 音楽：エリオット・ゴールデンサール

## 製作概要

### 原作
本作は2004年に発表されたブライアン・バーロウのドキュメンタリー小説 ”America's Greatest Crime Wave and the Birth of the FBI, 1933–34.”（アメリカ最大の犯罪の波とFBIの誕生 1933-34年）を基にしている。
ジョン・デリンジャーを描いた映画といえばマイケル・チミノ監督の「デリンジャー」(1973)が有名だが、バーロウにとってこの作品は俳優がミスマッチで、内容にも根拠がないと感じていた。そのため、リアリティを重視することで知られるマイケル・マンが自分の小説の映画化権を買ったと知らされたときは、とても喜び安堵したと伝えている。

### 配役
ジョン・デリンジャーとメルヴィン・パーヴィス捜査官に関する情報は、新聞記事やニュース映像、関係者の証言などが豊富に揃っていた。
マイケル・マンはデリンジャーをとても魅力的な人物だったのだろうと考察する。『2,3分も一緒にいれば古くからの友人のように思えてくる』という逸話があるほどで、よくしゃべり(アメリカではよくしゃべる男性は好感が持たれる)ユーモアを持ち合わせる男だったと伝えられている。
ジョニー・デップの祖父は、禁酒法時代に密造酒を製造販売した罪でデリンジャーと同じ頃に刑務所に入っていたことがあり、もしかしたらデリンジャーの肉声を聞いていたかもしれないと思うと非常に親近感を覚えたという。マンとデップは、デリンジャーが生まれ育ったインディアナ州のディリンジャー農場を訪ねた。甥に当たるジェフ・スカルフ氏はデリンジャーの寝室を案内し、遺品や当時の手紙、写真などを見せてくれた。洗濯板を剃刀の刃で削って履墨を塗って作った木製の拳銃や、一般には公開されていない資料もあった。
スカルフ氏は2人が叔父のことをよく研究し敬意を払ってくれていることに感謝し、祖母がよく話していたという『デリンジャーを悪人にして欲しくない。でも美化してはいけない』という言葉を伝えた。
パーヴィス捜査官役のクリスチャン・ベールは、パーヴィスがどんな人物だったのかを知るため、自叙伝や息子のアルストンが書いた本を読み、パービスの親戚を訪ねたりもした。パーヴィスは身長163センチと小柄だが、身なりが良く乗馬と射撃を得意とし、プライベートではバレエやオペラを好んだ。当時のFBI局員にしては珍しく新聞記者に対して紳士的に対応することからマスコミの評判も良かった。一般にデリンジャーを執念深く追っていたと思われているが、本当は大衆から英雄視される術をわきまえた人物だったのだろう、とベールは考えたという。
撮影中、ジョニー・デップとクリスチャン・ベールは敵対する役になりきるため、プライベートな会話を一度もしなかった。
一方、ウィスコンシン州メノミニー郡のメネノミーインディアン居留地で、マリオン・コティヤールが目撃され話題になっていた。ここはビリー・フレシェットの出生地である。
役を演じるにはその人物の子供時代を知る必要があるという想いがあったからで、フレシェットの親戚を訪ねてどんな環境で生まれ育ったのかを探り、地元の女性たちと会話をしてその土地の方言を学んだ。また、マイケル・マンと一緒に数人の囚人の妻と会い夫が刑務所にいるときの心情をヒアリングしたり、現役のストリッパーと行動を共にするなど、役作りのため様々な体験をさせられた
マイケル・マンは演技ではない本物の動きを映画に採り入れようと、銀行の出納係をはじめ新聞記者や看護師などを地元で専門職に就く一般人から募集した。

## 撮影場所
撮影はウィスコンシン州、イリノイ州シカゴ、インディアナ州などで行われた。
これらの州には保存状態の良い歴史的な建築物や街並みが残っており、これまでにも多くの映画の撮影地として利用されてきた。が、今回のような大規模な撮影は初めてで、各地で展示会や観光ツアー、仮装大会、クラシックカーのパレードなど様々なイベントが催された。
1933年9月26日 インディアナ州刑務所の脱獄(00:02)
- 冒頭のインディアナ州刑務所の脱獄シーンは、イリノイ州クレストヒルにあるステーツヴィル刑務所の南門を使用した[16]。
- 内部は旧ジョリエット刑務所で、ステーツヴィル刑務所とは5キロほどの距離である。「ブルースブラザース」や「プリズンブレイク」などで有名。

映画ではデリンジャーとレッド・ハミルトンが仲間を助ける筋立てになっているが、このときデリンジャーはオハイオ州の拘置所に入っており、ハミルトンは脱走する囚人だった。
1933年10月23日 インディアナ州グリーンキャッスルのセントラルナショナル銀行襲撃(00:13)
- 映画で最初の銀行襲撃シーンの建物内部は、シカゴの旧シェリダン信託貯蓄銀行ビルで撮影した。(ノースブロードウェイSt.4753）

1924年に建てられた歴史的建築物で、2008年に「シカゴ・ランドマーク」に指定された。現在はテラーハウスというオフィスビルになっている。
- 建物の外部と周辺道路はオシュコシュ・メソニックセンター[18]（204ワシントンAve.204）のフロント。1849年に建てられたフリーメイソンのビルである[19]。

FBI本部(00:17)　　
- ウィスコンシン州会議事堂[20]  (ダーリントン、メインSt.626)

デリンジャーとフレシェットが出会うナイトクラブ(00:21)　
- シカゴのアラゴン・ボールルーム (ウェストローレンスAve.1106）

1926年にオープンしたダンスホール。
フレシェットが働くスチューベンクラブ (00:32)　　
- シカゴのオーディトリアムシアターのロビーを使用。(サウスミシガンAve.4360)

ベビーフェイス・ネルソンのアパート(00:38)
- シカゴのリサイド・オン・サーフアパート[21](ウェストサーフSt.425)

1933年12月 フロリダ州のハイアレアパーク競馬場(00:45)
- ロサンゼルス北西部のサンタアニタ競馬場で撮影。フロリダ州には山がないのでVFXで背後の山を消してある。

1934年1月15日 イーストシカゴのファーストナショナル銀行襲撃(00:43)
- 映画の2回目の銀行襲撃は、ミルウォーキーの旧セカンドワード貯蓄銀行ビル[22]で撮影された[23]。(オルドワールド3rd St.910)

現在はミルウォーキー郡歴史協会の資料館になっている。
たった45秒のシーンだが、建物の賃料に8万5千ドル、インテリアの改装費に15万ドルをかけたという。
ウィンステッド捜査官らが到着する鉄道駅(00:44)
- シカゴのユニオン駅。メトラのプラットフォーム。

1934年1月 ホテル・コングレス(00:51)
- ウィスコンシン州ビーバーダムのホテル・ロジャース。(イーストメープルAve.103)[25]

1934年3月3日 レイク郡拘置所からの脱獄(01:01)
- 実際に事件があったインディアナ州クラウンポイントの旧レイク郡拘置所で撮影[26]。

映画では6，7人の看守を抵抗出来なくしているが、実際には17～20人だったという記録がある。しかし大勢いると映像的に信憑性を損ねる恐れがあるので、マン監督の判断で意図的に人数を減らした。
建物は1989年に国家歴史登録財に登録されている。
- 拘置所を出たあと車を走らせるシーンは、ウィスコンシン州コロンバス中心部のEast James St.で撮影された[28]。

道路には石畳模様のゴムシートを敷き、店のショーウィンドウや看板も大幅に改装された。この地区はコロンバスダウンタウン歴史地区に指定されている。
デリンジャーのニュース映像が上映される映画館(01:14)
- イリノイ州オーロラのパラマウントシアター[29]（イーストガレナBlvd.949）

1931年にオープンしたアールデコ様式の劇場。シカゴで初めて空調設備を備えた劇場で、建築費は100万ドル(現在の約1,800万ドル)だったという。
1934年3月6日 サウスダコタ州スーフォールズのセキュリティ銀行襲撃（01:15)
- ウィスコンシン州オシュコシュのファーストナショナル銀行の内部・外部を使用。(ノースメインSt.494）

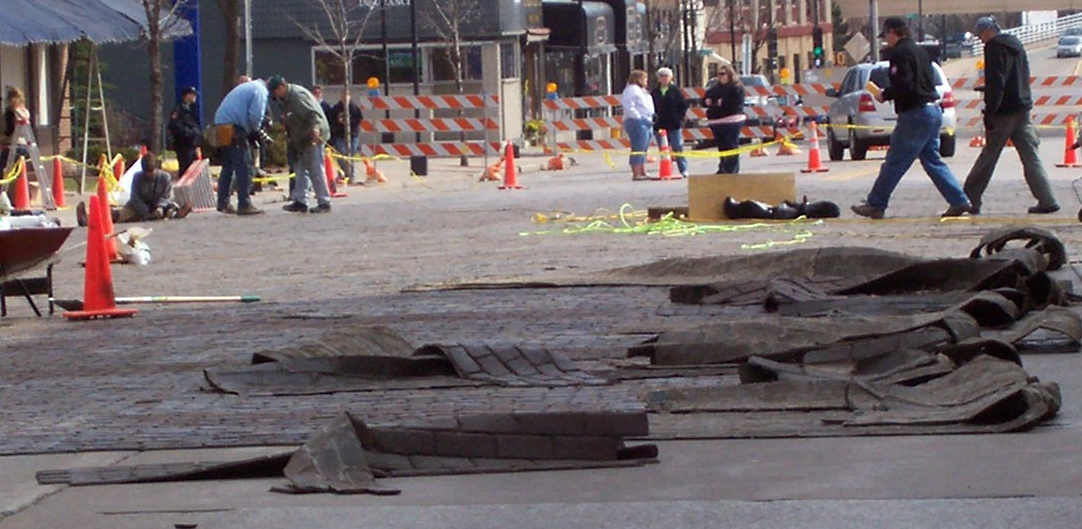
オシュコシュでの撮影（石畳模様のゴムシート）

- 石畳の道路は、アスファルト舗装の上に石畳を模したゴムシートを敷き詰めている。

1934年4月22日 リトル・ボヘミア・ロッジ(01:21)
- 実際に銃撃戦があったリトル・ボヘミア・ロッジで撮影された。

駐車場のアスファルトの舗装を除却し、砂利に置き換えた。明るいベージュの外壁は少し濃い色で塗り替え、室内に会ったバーカウンターを撤去した。
撮影はデリンジャーらが泊まっていた部屋を使用しており、屋根を伝って湖畔に逃げる経路もほぼ同じという。建物や周囲の木々には当時の弾痕が今も残っている。74年前と同じ場所で同じ型の銃を発砲したジョニー・デップは、金額には代えられない価値のある体験だったと語った。
ビリー・フレシェットが住むアパート(01:36)
- シカゴのヴォートラヴァーズ・ビル（ウェストニューポートAve.949）

1894年に建てられた歴史あるアパート。すぐ横を走る線路の拡張工事が決まったが、建物は保存されることになり2021年に9ｍほど移動する大工事を行なった。
1934年4月9日 フレシェットが拘束されるバー(01:41)
- シカゴのFRANKIE Z'Sリバーノースバー[35]。 (ノースクラークSt.435)

1934年7月22日 デリンジャーの最後(01:59)
- シカゴのバイオグラフシアター。(ノースリンカーンAve.2433 ”Victory Gardens Theater”）

マイケル・マンが8歳の頃、母親と一緒に路面電車に乗ってバイオグラフシアター（Biograph Theatre）の前を通りかかったとき、彼が生まれる数年前にここで起きた有名な事件を教えてくれた。
デリンジャーの最後のシーンはまさにその場所で再現された。美術スタッフは古い映像や写真を参考にしながら劇場や雑貨屋、パン屋、バーなどを2ブロックに渡って改修した。通りには石畳と路面電車のレールを再現し、通りから見える路地裏まで整備した。
マンは法医学の専門家を現場に呼んだ。その専門家は歩道に長さ2.5メートルぐらいの帯状の紙を敷くと、デリンジャーが歩きながら撃たれて倒れ込み、頭を打ちつけたであろう各ポイントに印を付けた。ジョニー・デップはそれに習ってリハーサルを行なった。
- 映画館の室内のシーンはシカゴのポーテージ・シアターで撮影した。

1920年にフィルム上映専用の映画館として開業し現在に至る歴史的な映画館。

## 車両・航空機・機関車

### 車
博物館やコレクターたちから集めてきたクラシックカーは100台を超える。
ダークグリーンの1932年型スチュードベーカー・コマンダーは、デリンジャーが1933年のグリーンキャッスル銀行から逃走する際に使った実車である。イリノイ州のヒストリックオートアトラクションが所有しており、保証金2万ドルと温度管理が出来る倉庫に保管する条件で貸し出した。
流麗なスタイルの黒の1934年型ビュイック・4ウィンドウクーペは、ユニバーサルがこの映画のために博物館から購入した。元の所有者はイリノイ州のヴォロオートミュージアムだが、ここは1980年代にマイケル・マンが製作を手掛けた「特捜刑事マイアミバイス」のフェラーリ・デイトナの撮影車を所有している。
コレクターが提供してくれた車のほとんどが素晴らしいコンディションだったが、単なる背景の一部として見せるため土埃や泥を被ったようなエイジングを施した。返却するときには全て元通りにした。

### 航空機
捕まったデリンジャーの移送に使用する1929年製フォードトライモーターは実験航空機協会(EAA)が所有する実機である。199機生産されたうち残存するのは６機のみ。

### 蒸気機関車
シカゴのユニオン駅に到着する蒸気機関車はフレンズオブ261という非営利団体が所有しているミルウォーキーロード261号を使用した。あるときユニバーサルから「きみたちの蒸気機関車をユニオン駅に乗り入れるのは可能か？」と問い合わせがあったという。
撮影場所はシカゴのユニオン駅で、普段は通勤鉄道となっているメトラのプラットフォームが使われた。だがこの機関車の製造は1944年以降なので、映画の時代には未だ存在していなかった。

## VFX
本作品でVFXやCGで映像に手を加えたシーンは約400箇所に及んだ。
- 冒頭のステーツヴィル刑務所の外観[49]。門の前に建っている近代的な構造物をブルースクリーンで覆って消した。
- ファーストナショナル銀行でデリンジャーがカウンターを飛び越えるシーン[50]は、ジョニー・デップが上手く出来なかったのでスタントマンにやらせ、顔の部分を合成した。
- フロリダ州ハイアレア競馬場のシーン[51]はロサンゼルスで撮影し、背後の山を消してある。
- 銀行の支店長が顔を殴られるシーン、デリンジャーが頭部を撃たれるシーンは、あらかじめ俳優の顔に傷のメイクをしておきVFXで隠している。
- デリンジャーの顔から流れ出る血はCGによるもの。頭の形に削った発泡スチロールに液体を流して血の流れ方をシミュレーションした。
- フーバー長官を演じるビリー・クラダップのメイクが不自然な部分を修正。

## 受賞
- SCREEN（近代映画社）「2009年度読者選出ゴールデン・グランプリ」作品部門第1位